# George Temple
George Temple   (Londres, 2 de setembre de 1901 - Abadia de Quarr, 30 de gener de 1992) va ser un matemàtic anglès.
George Temple, fill d'un empleat ferroviari, es va haver de posar a treballar el 1917 a l'asseguradora Prudential, després de la mort del seu pare. Tot i així va continuar fent estudis nocturns al Birkbeck College, on va obtenir un lloc de treball de mitja jornada a partir del 1919. El 1922 es va graduar i va ser professor del departament de física els dos cursos següents. El 1924 va ser nomenat professor del City and Guilds College (actual Imperial College London), on va romandre fins al 1932, excepte un curs que va estar de professor a la universitat de Cambridge. El 1932 va ser escollit per cobrir una càtedra vacant al King's College de Londres, càrrec que va ocupar fins al 1953, excepte es anys de la Segona Guerra Mundial, en que va treballar per la Royal Air Force a la base aèria de Farnborough.
El 1953 va ser cridat a la universitat d'Oxford per ocupar la càtedra Sedley de física, que havia quedat vacant per la jubilació del seu antic mentor Sydney Chapman. El 1968 es va jubilar ell mateix, però, com professor emèrit, va continuar dedicant-se a la recerca, especialment en l'aspecte històric de les matemàtiques. La seva esposa va morir el 1979 i l'any següent va sol·licitar l'ingrés a l'abadia benedictina de Quarr a l'illa de Wight, on va prendre els hàbits monacals el 1982, va ser ordenat sacerdot el 1983 i va passar els darrers anys de la seva vida fins a la seva mort el 1992.
Temple va escriure set llibres i una seixantena d'articles científics. Des del començament dels seus estudis es va interessar per la física teòrica i pels corrents més actuals del seu moment: la teoria de la relativitat i la mecànica quàntica. Els seus primers tres llibres (1931-1934) van versar sobre la teoria quàntica i la difusió de Rayleigh. El 1958 va publicar un llibre de dinàmica de fluids, fruit, en bona part, del seu treball per la força aèria britànica. El 1960 i el 1971 va publicar els seus llibres sobre tensors i sobre la integral de Lebesgue, respectivament. I, finalment, el 1981, va publicar la seva visió de la història recent de les matemàtiques en un llibre titulat 100 Years of Mathematics en el qual destaca les dues tendències bàsiques de la matemàtica recent: la creació d'estructures i l'eliminació de límits entre les diferents branques de la disciplina (geometria, aritmètica, àlgebra, càlcul, etc.).